# سباستین کورونا
سباستین کورونا (انگلیسی: Sebastián Corona؛ زادهٔ ۸ ژوئیهٔ ۱۹۷۶) بازیکن فوتبال اهل اسپانیا است.
از باشگاه‌هایی که در آن بازی کرده‌است می‌توان به باشگاه فوتبال رئال مورسیا، باشگاه فوتبال اوئسکا، باشگاه فوتبال آلباسته بالومپیه، باشگاه فوتبال لگانس، باشگاه ورزشی تنریف، باشگاه فوتبال گرانادا، و باشگاه فوتبال سویا اشاره کرد.